# Мухаммад Абдель Моним
Мухаммад Абдель Моним (20 февраля 1899 — 1 декабря 1979) — египетский государственный и политический деятель. Сын Аббаса II Хильми. Регент королевства Египет в период правления Ахмеда Фуада II.

## Биография
- Родился 20 февраля 1899 года в семье хедива Аббаса II Хильми, и стал кронпринцем Египта и Судана.
- В 1914 году после смещения его отца и прихода к власти Хусейна Камиля Мухаммад был понижен в линии престолонаследия.
- В 1922 году занимал должность президента египетского Олимпийского комитета.
- С 1934 по 1938 год снова занимал должность президента египетского Олимпийского комитета.
- В 1939 году стал главой арабской делегации в Палестинской конференции в Лондоне.
- После свержения Фарука I 26 июля 1952 года, был назначен председателем совета регентов при малолетнем короле Фуаде II.
- 7 сентября 1952 года совет был распущен и Мухаммад стал единоличным правителем.
- 18 июня 1953 года была отменена монархия и Египет стал республикой.
- В 1957 году был арестован вместе с семьей, но отпущен после вмешательства президента Турции.
- Отправился в изгнание во Францию где жил до 1963 года.
- В 1963 году семья переехала в Турцию.
- Умер 1 декабря 1979 года в Стамбуле.

Похоронен в Каире.

## Семья
Женился 26 сентября 1940 года в Каире на Фатьме Неслишах Османоглу — внучке последнего османского султана Мехмеда VI (по материнской линии) и последнего османского халифа Абдул-Меджида II (по отцовской линии). В браке родилось двое детей:
- султанзаде Аббас Хильми (р. 16 октября 1941, Каир)
- Икбал Хильми Абдулмоним Ханымсултан (р. 22 декабря 1944)